# IATA空港コードの一覧/S
IATA空港コードの一覧: A - B - C - D - E - F - G - H - I - J - K - L - M - N - O - P - Q - R - S - T - U - V - W - X - Y - Z

## S
このリストでは次のような形式で羅列する。
IATAコード - ICAOコード - 空港名 - 空港の所在地
| IATAコード | ICAOコード | 空港名                                                                         | 空港の所在地                                                                 |
| -SA-       | -SA-       | -SA-                                                                           | -SA-                                                                         |
| ---------- | ---------- | ------------------------------------------------------------------------------ | ---------------------------------------------------------------------------- |
| SAA        | KSAA       | シベリー・フィールド                                                           | アメリカ合衆国、ワイオミング州サラトガ                                       |
| SAB        | TNCS       | ファンチョ・E・ヨラウスクィン飛行場                                            | BES諸島、サバ島                                                              |
| SAC        | KSAC       | サクラメント・エグゼクティブ空港                                               | アメリカ合衆国、カリフォルニア州サクラメント                                 |
| SAD        | KSAD       | サフォード地域空港                                                             | アメリカ合衆国、アリゾナ州サフォード                                         |
| SAE        |            | サンギヘ空港                                                                   | インドネシア、サンギヘ島                                                     |
| SAF        | KSAF       | サンタフェ市営空港                                                             | アメリカ合衆国、ニューメキシコ州サンタフェ                                   |
| SAG        |            | サグウォン空港                                                                 | アメリカ合衆国、アラスカ州サグウォン                                         |
| SAH        | OYSN       | サヌア国際空港                                                                 | イエメン、サナア                                                             |
| SAI        |            | サンマリノ空港                                                                 | サンマリノ、サンマリノ市                                                     |
| SAJ        |            | シラージガンジ空港                                                             | バングラデシュ、シラージガンジ                                               |
| SAK        | BIKR       | ソイザウルクロウクル空港                                                       | アイスランド、ソイザウルクロウクル                                           |
| SAL        | MSLP       | エルサルバドル国際空港                                                         | エルサルバドル、サンサルバドル                                               |
| SAN        | KSAN       | サンディエゴ国際空港                                                           | アメリカ合衆国、カリフォルニア州サンディエゴ                                 |
| SAO        |            | すべての空港                                                                   | ブラジル、サンパウロ                                                         |
| SAP        | MHLM       | ラモン・ビジェーダ・モラーレス国際空港                                         | ホンジュラス、サン・ペドロ・スーラ                                           |
| SAR        | KSAR       | スパルタ・コミュニティ空港（ハンター・フィールド）                             | アメリカ合衆国、イリノイ州スパルタ                                           |
| SAS        | KSAS       | ソルトンシティ空港                                                             | アメリカ合衆国、カリフォルニア州ソルトンシティ                               |
| SAT        | KSAT       | サンアントニオ国際空港                                                         | アメリカ合衆国、テキサス州サンアントニオ                                     |
| SAV        | KSAV       | サバンナ/ヒルトンヘッド国際空港                                                | アメリカ合衆国、ジョージア州サバンナ（サウスカロライナ州ヒルトンヘッド郊外） |
| SAW        | LTFJ       | サビハ・ギョクチェン国際空港                                                   | トルコ、イスタンブール                                                       |
| SAY        | LIQS       | シエナ空港                                                                     | イタリア、シエナ                                                             |
| SAZ        | GLST       | サスタウン空港                                                                 | リベリア、サスタウン                                                         |
| -SB-       |            |                                                                                |                                                                              |
| SBA        | KSBA       | サンタバーバラ空港                                                             | アメリカ合衆国、カリフォルニア州サンタバーバラ                               |
| SBD        | KSBD       | サンバーナーディーノ国際空港                                                   | アメリカ合衆国、カリフォルニア州サンバーナーディーノ                         |
| SBF        | OADS       | サルデ・バンド空港                                                             | アフガニスタン、サルデ・バンド                                               |
| SBH        | TFFJ       | グスタフ3世飛行場                                                              | サン・バルテルミー島、グスタビア                                             |
| SBI        | GUSB       | サンベロ空港                                                                   | ギニア、クンダラ                                                             |
| SBK        | LFRT       | サン＝ブリユー＝アルモール空港                                                 | フランス、サン＝ブリユー                                                     |
| SBL        | SLSA       | サンタ・アナ・デル・ヤクマ空港                                                 | ボリビア、サンタ・アナ・デル・ヤクマ                                         |
| SBM        | KSBM       | シェボイガン郡記念空港                                                         | アメリカ合衆国、ウィスコンシン州シボイガン                                   |
| SBN        | KSBN       | サウスベンド地域空港                                                           | アメリカ合衆国、インディアナ州サウスベンド                                   |
| SBO        |            | サライナ＝ガニソン空港 (FAA: 44U)                                              | アメリカ合衆国、ユタ州サライナ                                               |
| SBP        | KSBP       | サンルイスオビスポ郡地域空港                                                   | アメリカ合衆国、カリフォルニア州サンルイスオビスポ                           |
| SBS        | KSBS       | スティームボートスプリングス空港（ボブ・アダムズ・フィールド）                 | アメリカ合衆国、コロラド州スティームボートスプリングス                       |
| SBU        | FASB       | スプリングボック空港                                                           | 南アフリカ共和国、スプリングボック                                           |
| SBW        |            | シブ空港                                                                       | マレーシア、シブ                                                             |
| SBX        | KSBX       | シェルビー空港                                                                 | アメリカ合衆国、モンタナ州シェルビー                                         |
| SBY        | KSBY       | ソールズベリー＝オーシャン・シティ・ウィコミコ地域空港                         | アメリカ合衆国、メリーランド州ソールズベリー                                 |
| SBZ        | LRSB       | シビウ国際空港                                                                 | ルーマニア、シビウ                                                           |
| -SC-       |            |                                                                                |                                                                              |
| SCB        | KSCB       | スクリブナー州営空港                                                           | アメリカ合衆国、ネブラスカ州スクリブナー                                     |
| SCC        | PASC       | デッドホース空港                                                               | アメリカ合衆国、アラスカ州デッドホース                                       |
| SCD        |            | スラコ空港                                                                     | ホンジュラス、スラコ                                                         |
| SCE        | KUNV       | ユニバーシティパーク空港 (FAA: UNV)                                            | アメリカ合衆国、ペンシルベニア州ステートカレッジ                             |
| SCF        | KSDL       | スコッツデール空港 (FAA: SDL)                                                  | アメリカ合衆国、アリゾナ州スコッツデール                                     |
| SCH        | KSCH       | スケネクタディ郡空港                                                           | アメリカ合衆国、ニューヨーク州スケネクタディ                                 |
| SCK        | KSCK       | ストックトン・メトロポリタン空港                                               | アメリカ合衆国、カリフォルニア州ストックトン                                 |
| SCL        | SCEL       | アルトゥーロ・メリノ・ベニテス国際空港                                         | チリ、サンティアゴ                                                           |
| SCM        |            | スキャモンベイ空港                                                             | アメリカ合衆国、アラスカ州スキャモンベイ                                     |
| SCN        | EDDR       | ザールブリュッケン空港                                                         | ドイツ、ザールブリュッケン                                                   |
| SCO        | UATE       | アクタウ空港                                                                   | カザフスタン、アクタウ                                                       |
| SCQ        | LEST       | サンティアゴ・デ・コンポステーラ空港                                           | スペイン、サンティアゴ・デ・コンポステーラ                                   |
| SCS        | EGPM       | スカツタ空港                                                                   | イギリス、シェトランド諸島                                                   |
| SCU        | MUCU       | アントニオ・マセオ空港                                                         | キューバ、サンティアーゴ・デ・クーバ                                         |
| SCV        | LRSV       | スチャヴァ空港                                                                 | ルーマニア、スチャヴァ                                                       |
| SCW        | UUYY       | スィクティフカル空港                                                           | ロシア、スィクティフカル                                                     |
| SCX        | MM57       | サリナ・クルス空港（サリナ・クルス海軍航空基地）                               | メキシコ、サリナ・クルス                                                     |
| SCY        | SEST       | サンクリストバル空港                                                           | エクアドル、ガラパゴス諸島                                                   |
| -SD-       |            |                                                                                |                                                                              |
| SDA        | ORBI       | バグダード国際空港（旧・サッダーム国際空港）                                   | イラク、バグダード                                                           |
| SDC        | SCEL       | サンドクリーク空港                                                             | ガイアナ、サンドクリークビレッジ                                             |
| SDD        | FNUB       | ルバンゴ空港                                                                   | アンゴラ、ルバンゴ                                                           |
| SDE        | SANE       | ビセコモドーロ・アンヘル・デ・ラ・パス・アラゴネス空港                         | アルゼンチン、サンティアゴ・デル・エステロ                                   |
| SDF        | KSDF       | ルイビル国際空港（スタンディフォード・フィールド）                             | アメリカ合衆国、ケンタッキー州ルイビル                                       |
| SDJ        | RJSS       | 仙台空港                                                                       | 日本、宮城県                                                                 |
| SDK        | WBKS       | サンダカン空港                                                                 | マレーシア、サンダカン                                                       |
| SDL        | ESNN       | スンツヴァル＝ヘーノーサンド空港（ミッドランダ空港）                           | スウェーデン、スンツヴァル                                                   |
| SDM        | KSDM       | ブラウン・フィールド市営空港                                                   | アメリカ合衆国、カリフォルニア州サンディエゴ                                 |
| SDN        | ENSD       | サンダーネ空港                                                                 | ノルウェー、グロッペン                                                       |
| SDP        | PASD       | サンドポイント空港                                                             | アメリカ合衆国、アラスカ州サンドポイント                                     |
| SDQ        | MDSD       | ラス・アメリカス国際空港                                                       | ドミニカ共和国、プンタ・カウセード（サントドミンゴ郊外）                     |
| SDR        | LEXJ       | サンタンデール空港                                                             | スペイン、サンタンデール                                                     |
| SDS        | RJSD       | 佐渡空港                                                                       | 日本、新潟県                                                                 |
| SDU        | SBRJ       | サントス・ドゥモン空港                                                         | ブラジル、リオデジャネイロ                                                   |
| SDV        | LLSD       | スデ・ドヴ空港                                                                 | イスラエル、テルアビブ                                                       |
| SDX        | KSEZ       | セドナ空港 (FAA: SEZ)                                                          | アメリカ合衆国、アリゾナ州セドナ                                             |
| SDY        | KSDY       | シドニー＝リッチランド市営空港                                                 | アメリカ合衆国、モンタナ州シドニー                                           |
| -SE-       |            |                                                                                |                                                                              |
| SEA        | KSEA       | シアトル・タコマ国際空港                                                       | アメリカ合衆国、ワシントン州シータック（シアトルおよびタコマ郊外）           |
| SEE        | KSEE       | ギレスピー・フィールド                                                         | アメリカ合衆国、カリフォルニア州サンディエゴ/エルカホン                      |
| SEF        | KSEF       | セブリング地域空港                                                             | アメリカ合衆国、フロリダ州セブリング                                         |
| SEG        | KSEG       | ペンバレー空港                                                                 | アメリカ合衆国、ペンシルベニア州セリンズグローブ                             |
| SEH        |            | センゲ空港                                                                     | インドネシア、センゲ                                                         |
| SEL        |            | 全空港（かつては金浦国際空港のみだった）                                       | 大韓民国、ソウル特別市                                                       |
| SEM        | KSEM       | クレイグ・フィールド                                                           | アメリカ合衆国、アラバマ州セルマ                                             |
| SEN        | EGMC       | ロンドン・サウスエンド空港                                                     | イギリス、ロッチフォード                                                     |
| SEP        | KSEP       | クラーク・フィールド市営空港                                                   | アメリカ合衆国、テキサス州スティーブンビル                                   |
| SEQ        | WIBS       | スンガイ・パクニン・ベンカリス空港                                             | インドネシア、スンガイ・パクニン・ベンカリス                                 |
| SER        | KSER       | フリーマン市営空港                                                             | アメリカ合衆国、インディアナ州セイモア                                       |
| SET        |            | サン・エステバン空港                                                           | ホンジュラス、サン・エステバン                                               |
| SEX        | ETAS       | ゼンバッハ空軍基地                                                             | ドイツ、ゼンバッハ                                                           |
| SEY        | GQNS       | セリバビ空港                                                                   | モーリタニア、セリバビ                                                       |
| SEZ        | FSIA       | セーシェル国際空港                                                             | セーシェル、マヘ島                                                           |
| -SF-       |            |                                                                                |                                                                              |
| SFA        | DTTX       | スファックス＝タイナ国際空港                                                   | チュニジア、スファックス                                                     |
| SFB        | KSFB       | オーランド・サンフォード国際空港                                               | アメリカ合衆国、フロリダ州サンフォード（オーランド郊外）                     |
| SFD        | SVSR       | ラス・フレチェラス空港                                                         | ベネズエラ、サン・フェルナンド・デ・アプレ                                   |
| SFE        | RPUS       | サンフェルナンド空港                                                           | フィリピン、ラ・ウニョン州サンフェルナンド                                   |
| SFF        | KSFF       | フェルツ・フィールド                                                           | アメリカ合衆国、ワシントン州スポケーン                                       |
| SFJ        | BGSF       | カンゲルルススアーク空港                                                       | グリーンランド、カンゲルルススアーク                                         |
| SFL        | GVSF       | サン・フィリペ空港                                                             | カーボベルデ、フォゴ島                                                       |
| SFM        | KSFM       | サンフォード地域空港                                                           | アメリカ合衆国、メイン州サンフォード                                         |
| SFO        | KSFO       | サンフランシスコ国際空港                                                       | アメリカ合衆国、カリフォルニア州サンフランシスコ                             |
| SFQ        | LTCH       | シャンルウルファ空港                                                           | トルコ、シャンルウルファ                                                     |
| SFS        | RPLB       | スービック・ベイ国際空港                                                       | フィリピン、モロン                                                           |
| SFZ        | KSFZ       | ノース・セントラル州営空港                                                     | アメリカ合衆国、ロードアイランド州ポータケット                               |
| -SG-       |            |                                                                                |                                                                              |
| SGA        | OASN       | シフナン空港                                                                   | アフガニスタン、シフナン                                                     |
| SGC        | USRR       | スルグト国際空港                                                               | ロシア、スルグト                                                             |
| SGD        | EKSB       | スナボー空港                                                                   | デンマーク、スナボー                                                         |
| SGE        | EDGS       | ジーゲルラント空港                                                             | ドイツ、ノルトライン＝ヴェストファーレン州ブルバッハ                         |
| SGF        | KSGF       | スプリングフィールド＝ブランソン・ナショナル空港                               | アメリカ合衆国、ミズーリ州スプリングフィールド                               |
| SGH        | KSGH       | スプリングフィールド＝ベックリー市営空港                                       | アメリカ合衆国、オハイオ州スプリングフィールド                               |
| SGL        | RPLS       | ダニーロ・アティエンザ（サングリー・ポイント）空軍基地                         | フィリピン、カヴィテ市                                                       |
| SGN        | VVTS       | タンソンニャット国際空港                                                       | ベトナム、ホーチミン                                                         |
| SGR        | KSGR       | シュガーランド地域空港                                                         | アメリカ合衆国、テキサス州シュガーランド（ヒューストン郊外）                 |
| SGS        | RPMN       | サンガ＝サンガ空港                                                             | フィリピン、ボンガオ                                                         |
| SGT        | KSGT       | スタットガート市営空港                                                         | アメリカ合衆国、アーカンソー州スタットガート                                 |
| SGU        | KSGU       | セントジョージ市営空港                                                         | アメリカ合衆国、ユタ州セントジョージ                                         |
| SGY        | PAGY       | スカグウェイ空港                                                               | アメリカ合衆国、アラスカ州スカグウェイ                                       |
| -SH-       |            |                                                                                |                                                                              |
| SHA        | ZSSS       | 上海虹橋国際空港                                                               | 中華人民共和国、上海市                                                       |
| SHB        | RJCN       | 中標津空港                                                                     | 日本、北海道                                                                 |
| SHD        | KSHD       | シェナンドー・バレー地域空港                                                   | アメリカ合衆国、バージニア州スタントン/ウェインズボロ/ハリソンバーグ         |
| SHE        | ZYTX       | 瀋陽桃仙国際空港                                                               | 中華人民共和国、遼寧省瀋陽市                                                 |
| SHG        | PAHG       | シャングナク空港                                                               | アメリカ合衆国、アラスカ州シャングナク                                       |
| SHH        | PASH       | シシュマレフ空港                                                               | アメリカ合衆国、アラスカ州シシュマレフ                                       |
| SHI        | RORS       | 下地島空港                                                                     | 日本、沖縄県                                                                 |
| SHJ        | OMSJ       | シャールジャ国際空港                                                           | アラブ首長国連邦、シャールジャ                                               |
| SHL        | VEBI       | シロン空港                                                                     | インド、シロン                                                               |
| SHM        | RJBD       | 南紀白浜空港                                                                   | 日本、和歌山県                                                               |
| SHN        | KSHN       | サンダーソン・フィールド                                                       | アメリカ合衆国、ワシントン州シェルトン                                       |
| SHO        |            | シクフェ国際空港                                                               | スワジランド                                                                 |
| SHR        | KSHR       | シェリダン郡空港                                                               | アメリカ合衆国、ワイオミング州シェリダン                                     |
| SHV        | KSHV       | シュリーブポート地域空港                                                       | アメリカ合衆国、ルイジアナ州シュリーブポート                                 |
| SHX        | PAHX       | シャジェラク空港                                                               | アメリカ合衆国、アラスカ州シャジェラク                                       |
| -SI-       |            |                                                                                |                                                                              |
| SIA        | ZLSN       | 西安西関空港                                                                   | 中華人民共和国、陝西省西安市                                                 |
| SIC        | LTCM       | スィノプ空港                                                                   | トルコ、スィノプ                                                             |
| SID        | GVAC       | アミルカル・カブラル国際空港                                                   | カーボベルデ、サル島                                                         |
| SIG        | TJIG       | フェルナンド・ルイス・リバス・ドミニッシ空港                                   | プエルトリコ、サンフアン                                                     |
| SII        | GMMF       | サニア・ラメル空港                                                             | モロッコ、シディ・イフニ                                                     |
| SIJ        | BISI       | シグルフィヨルズル空港                                                         | アイスランド、シグルフィヨルズル                                             |
| SIK        | KSIK       | サイクストン記念市営空港                                                       | アメリカ合衆国、ミズーリ州サイクストン                                       |
| SIN        | WSSS       | シンガポール・チャンギ国際空港                                                 | シンガポール、チャンギ                                                       |
| SIO        | YSMI       | スミストン空港                                                                 | オーストラリア、タスマニア州スミストン                                       |
| SIP        | UKFF       | シンフェローポリ国際空港                                                       | ウクライナ、シンフェローポリ                                                 |
| SIR        | LSGS       | シオン空港                                                                     | スイス、シオン                                                               |
| SIT        | PASI       | シトカ・ロッキー・グティエレス空港                                             | アメリカ合衆国、アラスカ州シトカ                                             |
| SIU        | MNSI       | シウナ空港                                                                     | ニカラグア、シウナ                                                           |
| SIV        | KSIV       | サリバン郡空港                                                                 | アメリカ合衆国、インディアナ州サリバン                                       |
| SIY        | KSIY       | シスキュー郡空港                                                               | アメリカ合衆国、カリフォルニア州モンタギュー                                 |
| -SJ-       |            |                                                                                |                                                                              |
| SJC        | KSJC       | ノーマン・Y・ミネタ・サンノゼ国際空港                                          | アメリカ合衆国、カリフォルニア州サンノゼ                                     |
| SJD        | MMSD       | ロス・カボス国際空港                                                           | メキシコ、ロス・カボス                                                       |
| SJE        | SKSJ       | ホルヘ・エンリケ・ゴンサーレス・トーレス空港                                   | コロンビア、サン・ホセ・デル・グアビアーレ                                   |
| SJI        | RPUH       | サンホセ空港                                                                   | フィリピン、オクシデンタル・ミンドロ州サンホセ                               |
| SJJ        | LQSA       | サラエヴォ国際空港                                                             | ボスニア・ヘルツェゴビナ、サラエヴォ                                         |
| SJK        | SBSJ       | サン・ジョゼ・ドス・カンポス空港                                               | ブラジル、サンパウロ州サン・ジョゼ・ドス・カンポス                           |
| SJN        | KSJN       | セントジョンズ産業航空公園                                                     | アメリカ合衆国、アリゾナ州セントジョンズ                                     |
| SJO        | MROC       | フアン・サンタマリーア国際空港                                                 | コスタリカ、サン・ホセ                                                       |
| SJP        | SBSR       | プロフ・エリベル・マノエル・レイノ州営空港                                     | ブラジル、サンパウロ州サン・ジョゼー・ド・リオ・プレト                       |
| SJT        | KSJT       | サンアンジェロ地域空港（マティス・フィールド）                                 | アメリカ合衆国、テキサス州サンアンジェロ                                     |
| SJU        | TJSJ       | ルイス・ムニョス・マリン国際空港                                               | プエルトリコ、サン・フアン                                                   |
| SJW        | ZBSJ       | 石家荘正定国際空港                                                             | 中華人民共和国、河北省石家荘市                                               |
| SJX        |            | サーテネジャ空港                                                               | ベリーズ、サーテネジャ                                                       |
| SJY        | EFSI       | セイナヨキ空港                                                                 | フィンランド、セイナヨキ                                                     |
| -SK-       |            |                                                                                |                                                                              |
| SKA        | KSKA       | フェアチャイルド空軍基地                                                       | アメリカ合衆国、ワシントン州スポケーン                                       |
| SKB        | TKPK       | ロバート・L・ブラッドショー国際空港                                            | セントクリストファー・ネイビス、バセテール                                   |
| SKD        |            | サマルカンド空港                                                               | ウズベキスタン、サマルカンド                                                 |
| SKE        | ENSN       | シーエン空港                                                                   | ノルウェー、シーエン                                                         |
| SKF        | KSKF       | ラックランド空軍基地 / ケリー補助飛行場                                        | アメリカ合衆国、テキサス州サンアントニオ                                     |
| SKG        | LGTS       | テッサロニキ・マケドニア国際空港                                               | ギリシャ、テッサロニキ                                                       |
| SKI        | DABP       | スキクダ空港                                                                   | アルジェリア、スキクダ                                                       |
| SKK        | PFSH       | シャクトゥーリク空港 (FAA: 2C7)                                                | アメリカ合衆国、アラスカ州シャクトゥーリク                                   |
| SKN        | ENSK       | ストクマルクネス空港                                                           | ノルウェー、ハッセル                                                         |
| SKP        | LWSK       | スコピエ空港                                                                   | マケドニア、スコピエ                                                         |
| SKS        | EKSP       | スクリズトルプ空港                                                             | デンマーク、ヴォイェンス                                                     |
| SKT        | OPST       | スィアールコート国際空港                                                       | パキスタン、スィアールコート                                                 |
| SKU        | LGSY       | スキロス島国営空港                                                             | ギリシャ、スキロス島                                                         |
| SKV        | HESC       | セント・カタリナ国際空港                                                       | エジプト、セント・カタリナ                                                   |
| SKW        | PASW       | スクウェントナ空港                                                             | アメリカ合衆国、アラスカ州スクウェントナ                                     |
| SKX        | UWPS       | サランスク空港                                                                 | ロシア、サランスク                                                           |
| SKY        | KSKY       | グリフィング・サンダスキー空港                                                 | アメリカ合衆国、オハイオ州サンダスキー                                       |
| SKZ        | OPSK       | サッカル空港                                                                   | パキスタン、サッカル                                                         |
| -SL-       |            |                                                                                |                                                                              |
| SLA        | SASA       | マルティン・ミゲル・デ・グエメス国際空港                                       | アルゼンチン、サルタ                                                         |
| SLB        | KSLB       | ストームレイク市営空港                                                         | アメリカ合衆国、アイオワ州ストームレイク                                     |
| SLC        | KSLC       | ソルトレイクシティ国際空港                                                     | アメリカ合衆国、ユタ州ソルトレイクシティ                                     |
| SLD        | LZSL       | スリアチ空港                                                                   | スロバキア、スリアチ                                                         |
| SLE        | KSLE       | マクネアリー・フィールド                                                       | アメリカ合衆国、オレゴン州セイラム                                           |
| SLG        | KSLG       | スミス・フィールド                                                             | アメリカ合衆国、アーカンソー州シロアムスプリングス                           |
| SLH        | NVSC       | バヌア・ラバ空港                                                               | バヌアツ、バヌア・ラバ島                                                     |
| SLI        | FLSW       | ソルウェジ空港                                                                 | ザンビア、ソルウェジ                                                         |
| SLJ        |            | ステラー航空公園 (FAA: P19)                                                    | アメリカ合衆国、アリゾナ州チャンドラー                                       |
| SLK        | KSLK       | アディロンダック地域空港                                                       | アメリカ合衆国、ニューヨーク州サラナックレイク                               |
| SLL        | OOSA       | サラーラ国際空港                                                               | オマーン、サラーラ                                                           |
| SLM        | LESA       | サラマンカ空港                                                                 | スペイン、サラマンカ                                                         |
| SLN        | KSLN       | サライナ市営空港                                                               | アメリカ合衆国、カンザス州サライナ                                           |
| SLO        | KSLO       | セイラム＝レックローン空港                                                     | アメリカ合衆国、イリノイ州セイラム                                           |
| SLP        | MMSP       | ポンシアーノ・アリアーガ国際空港                                               | メキシコ、サン・ルイス・ポトシ                                               |
| SLQ        | PASL       | スリートミュート空港                                                           | アメリカ合衆国、アラスカ州スリートミュート                                   |
| SLR        | KSLR       | サルファースプリングス市営空港                                                 | アメリカ合衆国、テキサス州サルファースプリングス                             |
| SLS        | LBSS       | シリストラ空港                                                                 | ブルガリア、シリストラ                                                       |
| SLT        | KANK       | ハリエット・アレクサンダー・フィールド (FAA: ANK)                              | アメリカ合衆国、コロラド州サライダ                                           |
| SLU        | TLPC       | ジョージ・F・L・チャールズ空港                                                 | セントルシア、カストリーズ                                                   |
| SLV        | VISM       | シムラー空港                                                                   | インド、シムラー                                                             |
| SLW        | MMIO       | プラン・デ・グアダルーペ国際空港                                               | メキシコ、サルティーヨ                                                       |
| SLY        | USDD       | サレハルド空港                                                                 | ロシア、サレハルド                                                           |
| SLZ        | SBSL       | マレシャル・クーニャ・マシャド国際空港                                         | ブラジル、マラニョン州サン・ルイス                                           |
| -SM-       |            |                                                                                |                                                                              |
| SMA        | LPAZ       | サンタマリア空港                                                               | ポルトガル、サンタマリア島                                                   |
| SMD        | KSMD       | スミス・フィールド                                                             | アメリカ合衆国、インディアナ州フォートウェイン                               |
| SME        | KSME       | レイク・カンバーランド地域空港（J・T・ウィルソン・フィールド）                 | アメリカ合衆国、ケンタッキー州サマセット                                     |
| SMF        | KSMF       | サクラメント国際空港                                                           | アメリカ合衆国、カリフォルニア州サクラメント                                 |
| SMH        |            | サプマンガ空港                                                                 | パプアニューギニア、サプマンガ                                               |
| SMI        | LGSM       | サモス国際空港                                                                 | ギリシャ、サモス島                                                           |
| SMK        | PAMK       | セントマイケル空港                                                             | アメリカ合衆国、アラスカ州セントマイケル                                     |
| SMM        | WBKA       | スンポルナ空港                                                                 | マレーシア、スンポルナ                                                       |
| SMN        | KSMN       | レムヒ郡空港                                                                   | アメリカ合衆国、アイダホ州サーモン                                           |
| SMO        | KSMO       | サンタモニカ空港                                                               | アメリカ合衆国、カリフォルニア州サンタモニカ                                 |
| SMQ        | WAOS       | サンピト空港                                                                   | インドネシア、サンピト                                                       |
| SMR        | SKSM       | シモン・ボリバル国際空港                                                       | コロンビア、サンタ・マルタ                                                   |
| SMS        | FMMS       | サント・マリー空港                                                             | マダガスカル、サント・マリー島                                               |
| SMU        | PASP       | シープマウンテン空港                                                           | アメリカ合衆国、アラスカ州シープマウンテン                                   |
| SMV        | LSZS       | エンガディン空港（サメーダン空港）                                             | スイス、サンモリッツ/サメーダン                                              |
| SMX        | KSMX       | サンタマリア公営空港（キャプテン・G・アラン・ハンコック・フィールド）          | アメリカ合衆国、カリフォルニア州サンタマリア                                 |
| SMY        | GOTS       | シメンティ空港                                                                 | セネガル、シメンティ                                                         |
| SMZ        | SMST       | ストゥールマンス・エイラント飛行場                                             | スリナム、ストゥールマンス・エイラント                                       |
| -SN-       |            |                                                                                |                                                                              |
| SNA        | KSNA       | ジョン・ウェイン空港（オレンジ郡空港）                                         | アメリカ合衆国、カリフォルニア州サンタアナ                                   |
| SNB        | YSNB       | スネーク・ベイ空港                                                             | オーストラリア、ノーザンテリトリーミリカピティ                               |
| SNC        | SESA       | ヘネラル・ウルピアーノ・パエス空港                                             | エクアドル、サリーナス                                                       |
| SNE        | GVSN       | プレギッサ空港                                                                 | カーボベルデ、サン・ニコラウ島                                               |
| SNH        | YSPE       | スタンソープ空港                                                               | オーストラリア、クイーンズランド州スタンソープ                               |
| SNI        | GLGE       | グリーンビル/シノエ空港                                                        | リベリア、グリーンビル                                                       |
| SNK        | KSNK       | ウィンストン・フィールド                                                       | アメリカ合衆国、テキサス州スナイダー                                         |
| SNL        | KSNL       | ショーニー地域空港                                                             | アメリカ合衆国、オクラホマ州ショーニー                                       |
| SNN        | EINN       | シャノン空港                                                                   | アイルランド、シャノン                                                       |
| SNP        | PASN       | セントポール・アイランド空港                                                   | アメリカ合衆国、アラスカ州セントポール島                                     |
| SNR        | LFRZ       | サン＝ナゼール・モントワール空港                                               | フランス、サン＝ナゼール                                                     |
| SNS        | KSNS       | サリナス市営空港                                                               | アメリカ合衆国、カリフォルニア州サリナス                                     |
| SNU        | MUSC       | アベル・サンタマリア空港                                                       | キューバ、サンタ・クララ                                                     |
| SNY        | KSNY       | シドニー市営空港（ロイド・W・カー・フィールド）                                | アメリカ合衆国、ネブラスカ州シドニー                                         |
| SNZ        | SBSC       | サンタクルス空軍基地                                                           | ブラジル、リオデジャネイロ州サンタクルス                                     |
| -SO-       |            |                                                                                |                                                                              |
| SOB        | LHSM       | シャールメッレーク国際空港                                                     | ハンガリー、シャールメッレーク                                               |
| SOC        | WARQ       | アディ・ソエマルモ国際空港                                                     | インドネシア、スラカルタ                                                     |
| SOD        | SDCO       | ソロカーバ空港                                                                 | ブラジル、サンパウロ州ソロカーバ                                             |
| SOF        | LBSF       | ソフィア空港                                                                   | ブルガリア、ソフィア                                                         |
| SOG        | ENSG       | ソグンダール空港                                                               | ノルウェー、ソグンダール                                                     |
| SOJ        | ENSR       | セルキョセン空港                                                               | ノルウェー、セルキョセン                                                     |
| SOM        | SVST       | サントメ空港                                                                   | ベネズエラ、サントメ                                                         |
| SOP        | KSOP       | ムーア郡空港                                                                   | アメリカ合衆国、ノースカロライナ州パインハースト/サザンパインズ              |
| SOS        | RPSN       | サヤク空港（シャルガオ空港）                                                   | フィリピン、デル・カルメン                                                   |
| SOU        | EGHI       | サウサンプトン空港                                                             | イギリス、イーストレイ（サウサンプトン郊外）                                 |
| SOV        | PASO       | セルドビア空港                                                                 | アメリカ合衆国、アラスカ州セルドビア                                         |
| SOW        | KSOW       | ショウロウ地域空港                                                             | アメリカ合衆国、アリゾナ州ショウロウ                                         |
| SOY        | EGER       | ストロンゼー空港                                                               | イギリス、ストロンゼー島                                                     |
| -SP-       |            |                                                                                |                                                                              |
| SPA        | KSPA       | スパータンバーグ・ダウンタウン記念空港                                         | アメリカ合衆国、サウスカロライナ州スパータンバーグ                           |
| SPB        |            | シャーロット・アマリー・ハーバー水上基地（セントトーマス水上基地） (FAA: VI22) | アメリカ領ヴァージン諸島、シャーロット・アマリー                             |
| SPC        | GCLA       | ラ・パルマ空港                                                                 | スペイン、ラ・パルマ島                                                       |
| SPD        | VGSD       | サイドプル空港                                                                 | バングラデシュ、サイドプル                                                   |
| SPF        | KSPF       | ブラック・ヒルズ空港（クライド・アイス・フィールド）                           | アメリカ合衆国、サウスカロライナ州スピアフィッシュ                           |
| SPG        | KSPG       | アルバート・ウィテッド空港                                                     | アメリカ合衆国、フロリダ州セントピーターズバーグ                             |
| SPH        |            | ソプ空港                                                                       | パプアニューギニア、ソプ                                                     |
| SPI        | KSPI       | アブラハム・リンカーン・キャピタル空港                                         | アメリカ合衆国、イリノイ州スプリングフィールド                               |
| SPJ        | LGSP       | スパルティ空港                                                                 | ギリシャ、スパルティ                                                         |
| SPK        |            | すべての空港                                                                   | 日本、北海道札幌市                                                           |
| SPN        | PGSN       | サイパン国際空港（フランシスコ・C・アダ空港） (FAA: GSN)                       | 北マリアナ諸島、サイパン島                                                   |
| SPM        | ETAD       | シュパングダーレム空軍基地                                                     | ドイツ、シュパングダーレム                                                   |
| SPR        |            | サン・ペドロ空港                                                               | ベリーズ、サンペドロ                                                         |
| SPS        | KSPS       | シェパード空軍基地 / ウィチタフォールズ市営空港                                | アメリカ合衆国、テキサス州ウィチタフォールズ                                 |
| SPU        | LDSP       | スプリト空港                                                                   | クロアチア、スプリト                                                         |
| SPW        | KSPW       | スペンサー市営空港                                                             | アメリカ合衆国、アイオワ州スペンサー                                         |
| SPZ        | KASG       | スプリングデール市営空港 (FAA: ASG)                                            | アメリカ合衆国、アーカンソー州スプリングデール                               |
| -SQ-       |            |                                                                                |                                                                              |
| SQA        | KIZA       | サンタイネス空港 (FAA: IZA)                                                    | アメリカ合衆国、カリフォルニア州サンタイネス                                 |
| SQI        | KSQI       | ホワイトサイド郡空港（ジョス・H・ビターフ・フィールド）                        | アメリカ合衆国、イリノイ州スターリング/ロックフォールズ                      |
| SQL        | KSQL       | サンカルロス空港                                                               | アメリカ合衆国、カリフォルニア州サンカルロス                                 |
| SQQ        | EYSA       | シャウレイ国際空港                                                             | リトアニア、シャウレイ                                                       |
| SQV        |            | スクイムバレー空港 (FAA: W28)                                                  | アメリカ合衆国、ワシントン州スクイム                                         |
| SQW        | EKSV       | スキーヴェ空港                                                                 | デンマーク、スキーヴェ                                                       |
| -SR-       |            |                                                                                |                                                                              |
| SRC        | KSRC       | サーシー市営空港                                                               | アメリカ合衆国、アーカンソー州サーシー                                       |
| SRE        | SLSU       | フアナ・アスルドゥイ・デ・パディージャ国際空港                                 | ボリビア、スクレ                                                             |
| SRG        | WARS       | アフマド・ヤニ国際空港                                                         | インドネシア、スマラン                                                       |
| SRH        | FTTA       | サール空港                                                                     | チャド、サール                                                               |
| SRJ        | SLSB       | カピタン・ヘルマン・キローガ・グアルディア空港                                 | ボリビア、サン・ボルハ                                                       |
| SRP        | ENSA       | ストール空港                                                                   | ノルウェー、ストール                                                         |
| SRQ        | KSRQ       | サラソータ＝ブレイデントン国際空港                                             | アメリカ合衆国、フロリダ州サラソータ（ブレイデントン郊外）                   |
| SRT        | HUSO       | ソロティ空港                                                                   | ウガンダ、ソロティ                                                           |
| SRV        |            | ストーニーリバー空港                                                           | アメリカ合衆国、アラスカ州ストーニーリバー                                   |
| SRW        | KRUQ       | ローワン郡空港 (FAA: RUQ)                                                      | アメリカ合衆国、ノースカロライナ州ソールズベリー                             |
| SRX        | HLGD       | ガルダービーヤ空港                                                             | リビア、スルト                                                               |
| SRY        | OINZ       | ダシテ・ナズ空港                                                               | イラン、サーリー                                                             |
| SRZ        | SLET       | エル・トロンピージョ空港                                                       | ボリビア、サンタクルス                                                       |
| -SS-       |            |                                                                                |                                                                              |
| SSA        | SBSV       | デプタード・ルイス・エドゥアルド・マガリャエス国際空港                         | ブラジル、バイーア州サルヴァドール                                           |
| SSB        |            | クリスチャンステッド・ハーバー水上基地（セントクロワ水上基地） (FAA: VI32)     | アメリカ領ヴァージン諸島、クリスチャンステッド                               |
| SSC        | KSSC       | ショウ空軍基地                                                                 | アメリカ合衆国、サウスカロライナ州サムター                                   |
| SSE        | VASL       | ソーラープル空港                                                               | インド、ソーラープル                                                         |
| SSF        | KSSF       | スティンソン市営空港                                                           | アメリカ合衆国、テキサス州サンアントニオ                                     |
| SSG        | FGSL       | マラボ国際空港（サンタ・イサベル空港）                                         | 赤道ギニア、マラボ                                                           |
| SSH        | HESH       | シャルム・エル・シェイク国際空港                                               | エジプト、シャルム・エル・シェイク                                           |
| SSI        | KSSI       | マルコム・マッキノン空港                                                       | アメリカ合衆国、ジョージア州ブランズウィック                                 |
| SSJ        | ENST       | サンネシェーン空港                                                             | ノルウェー、サンネシェーン                                                   |
| SSN        | RKSM       | ソウル空軍基地                                                                 | 大韓民国、城南市                                                             |
| SSQ        |            | ラ・サール空港                                                                 | カナダ、ケベック州ラ・サール                                                 |
| SSR        | NVSH       | サラ空港                                                                       | バヌアツ、ペンテコスト島                                                     |
| SSV        |            | シアシ空港                                                                     | フィリピン、シアシ                                                           |
| SSX        | LTAQ       | サムスン・サマーイル空港                                                       | トルコ、サムスン                                                             |
| SSZ        | SBST       | サントス空軍基地                                                               | ブラジル、サンパウロ州サントス                                               |
| -ST-       |            |                                                                                |                                                                              |
| STA        | EKVJ       | スタウニング・ヴェストユラン空港                                               | デンマーク、スキェアン                                                       |
| STB        | SVSZ       | ミゲル・ウルダネタ・フェルナンデス空港                                         | ベネズエラ、サンタ・バルバラ・デル・スリア                                   |
| STC        | KSTC       | セントクラウド地域空港                                                         | アメリカ合衆国、ミネソタ州セントクラウド                                     |
| STD        | SVSO       | マヨール・ブエナベントゥラ・ビバス空港                                         | ベネズエラ、サント・ドミンゴ（サン・クリストバル郊外）                       |
| STE        | KSTE       | スティーブンズポイント市営空港                                                 | アメリカ合衆国、ウィスコンシン州スティーブンズポイント                       |
| STF        |            | スティーブン・アイランド空港                                                   | オーストラリア、クイーンズランド州スティーブン島                             |
| STG        | PAPB       | セントジョージ空港 (FAA: PBV)                                                  | アメリカ合衆国、アラスカ州セントジョージ                                     |
| STI        | MDST       | シバオ国際空港                                                                 | ドミニカ共和国、サンティアゴ・デ・ロス・カバリェロス                         |
| STJ        | KSTJ       | ローズクランズ記念空港                                                         | アメリカ合衆国、ミズーリ州セントジョセフ                                     |
| STK        | KSTK       | スターリング市営空港                                                           | アメリカ合衆国、コロラド州スターリング                                       |
| STL        | KSTL       | ランバート・セントルイス国際空港                                               | アメリカ合衆国、ミズーリ州セントルイス                                       |
| STM        | SBSN       | サンタレン＝マエストロ・ウィウソン・フォンセカ空港                             | ブラジル、パラ州サンタレン                                                   |
| STN        | EGSS       | ロンドン・スタンステッド空港                                                   | イギリス、スタンステッド・マウントフィーチェット（ロンドン郊外）             |
| STO        |            | すべての空港                                                                   | スウェーデン、ストックホルム                                                 |
| STP        | KSTP       | セントポール・ダウンタウン空港（ホルマン・フィールド）                         | アメリカ合衆国、ミネソタ州セントポール                                       |
| STQ        | KOYM       | セントメアリーズ市営空港 (FAA: OYM)                                            | アメリカ合衆国、ペンシルベニア州セントメアリーズ                             |
| STR        | EDDS       | シュトゥットガルト空港                                                         | ドイツ、シュトゥットガルト                                                   |
| STS        | KSTS       | チャールズ・M・シュルツ＝ソノマ郡空港                                          | アメリカ合衆国、カリフォルニア州サンタローザ                                 |
| STT        | TIST       | シリル・E・キング空港                                                          | アメリカ領ヴァージン諸島、シャーロット・アマリー                             |
| STV        | VASU       | スーラト空港                                                                   | インド、スーラト                                                             |
| STW        | URMT       | スタヴロポリ・シュパコフスコエ空港                                             | ロシア、スタヴロポリ                                                         |
| STX        | TISX       | ヘンリー・E・ロールセン空港                                                    | アメリカ領ヴァージン諸島、クリスチャンステッド                               |
| -SU-       |            |                                                                                |                                                                              |
| SUA        | KSUA       | ウィザム・フィールド                                                           | アメリカ合衆国、フロリダ州スチュアート                                       |
| SUB        | WARR       | ジュアンダ国際空港                                                             | インドネシア、スラバヤ                                                       |
| SUD        | KSUD       | ストラウド市営空港                                                             | アメリカ合衆国、オクラホマ州ストラウド                                       |
| SUE        | KSUE       | ドア郡チェリーランド空港                                                       | アメリカ合衆国、ウィスコンシン州スタージョンベイ                             |
| SUF        | LICA       | ラメーツィア・テルメ空港                                                       | イタリア、ラメーツィア・テルメ                                               |
| SUG        | RPMS       | スリガオ空港                                                                   | フィリピン、スリガオ                                                         |
| SUI        | UGSS       | スフミ・ドランダ空港                                                           | ジョージア、スフミ                                                           |
| SUJ        | LRSM       | サトゥ・マーレ国際空港                                                         | ルーマニア、サトゥ・マーレ                                                   |
| SUM        | KSMS       | サムター空港 (FAA: SMS)                                                        | アメリカ合衆国、サウスカロライナ州サムター                                   |
| SUN        | KSUN       | フリードマン記念空港                                                           | アメリカ合衆国、アイダホ州ハイリー                                           |
| SUO        |            | サンリバー空港 (FAA: S21)                                                      | アメリカ合衆国、オレゴン州サンリバー                                         |
| SUS        | KSUS       | スピリット・オブ・セントルイス空港                                             | アメリカ合衆国、ミズーリ州チェスターフィールド                               |
| SUT        | HTSU       | スンバワンガ空港                                                               | タンザニア、スンバワンガ                                                     |
| SUU        | KSUU       | トラビス空軍基地                                                               | アメリカ合衆国、カリフォルニア州フェアフィールド                             |
| SUV        | NFNA       | ナウソリ国際空港                                                               | フィジー、ビティレブ島                                                       |
| SUW        | KSUW       | リチャード・I・ボング空港                                                      | アメリカ合衆国、ウィスコンシン州スペリオル                                   |
| SUX        | KSUX       | スー・ゲートウェイ空港（カーネル・バド・デイ・フィールド）                     | アメリカ合衆国、アイオワ州スーシティ                                         |
| -SV-       |            |                                                                                |                                                                              |
| SVA        | PASA       | サブーンガ空港                                                                 | アメリカ合衆国、アラスカ州サブーンガ                                         |
| SVC        | KSVC       | グラント郡空港                                                                 | アメリカ合衆国、ニューメキシコ州シルヴァーシティ                             |
| SVD        | TVSV       | E.T.ジョシュア国際空港                                                         | セントビンセント・グレナディーン、アーノスベール（キングスタウン郊外）       |
| SVE        | KSVE       | スーザンビル市営空港                                                           | アメリカ合衆国、カリフォルニア州スーザンビル                                 |
| SVF        | DBBS       | サベー空港                                                                     | ベナン、サベー                                                               |
| SVG        | ENZV       | スタヴァンゲル空港                                                             | ノルウェー、スタヴァンゲル                                                   |
| SVH        | KSVH       | ステイツビル地域空港                                                           | アメリカ合衆国、ノースカロライナ州ステイツビル                               |
| SVJ        | ENSH       | スヴォルヴァール空港                                                           | ノルウェー、スヴォルヴァール                                                 |
| SVN        | KSVN       | ハンター陸軍飛行場                                                             | アメリカ合衆国、ジョージア州サバンナ                                         |
| SVO        | UUEE       | シェレメーチエヴォ国際空港                                                     | ロシア、モスクワ                                                             |
| SVQ        | LEZL       | セビリア空港                                                                   | スペイン、セビリア                                                           |
| SVS        |            | スティーブンスビレッジ空港                                                     | アメリカ合衆国、アラスカ州スティーブンスビレッジ                             |
| SVW        | PASV       | スパレボーンLRRS空港                                                           | アメリカ合衆国、アラスカ州スパレボーン                                       |
| SVX        | USSS       | コルツォヴォ国際空港                                                           | ロシア、エカテリンブルク                                                     |
| SVZ        | SVSA       | フアン・ビセンテ・ゴメス国際空港                                               | ベネズエラ、サン・アントニオ・デル・タチラ                                   |
| -SW-       |            |                                                                                |                                                                              |
| SWA        | ZGOW       | 掲陽潮汕空港                                                                   | 中華人民共和国、広東省掲陽市                                                 |
| SWD        | PAWD       | スワード空港                                                                   | アメリカ合衆国、アラスカ州スワード                                           |
| SWF        | KSWF       | スチュワート国際空港                                                           | アメリカ合衆国、ニューヨーク州ニューバーグ                                   |
| SWI        |            | スウィンドン空港                                                               | イギリス、スウィンドン                                                       |
| SWN        | OPSW       | サーヒーワール空港                                                             | パキスタン、サーヒーワール                                                   |
| SWO        | KSWO       | スティルウォーター地域空港                                                     | アメリカ合衆国、オクラホマ州スティルウォーター                               |
| SWS        | EGFH       | スウォンジー空港                                                               | イギリス、スウォンジー                                                       |
| SWT        | UNSS       | ストレジヴォイ空港                                                             | ロシア、ストレジヴォイ                                                       |
| SWW        | KSWW       | アベンジャー・フィールド                                                       | アメリカ合衆国、テキサス州スウィートウォーター                               |
| SWY        | WMBA       | シティアワン空港                                                               | マレーシア、シティアワン                                                     |
| -SX-       |            |                                                                                |                                                                              |
| SXB        | LFST       | ストラスブール国際空港                                                         | フランス、ストラスブール                                                     |
| SXF        | EDDB       | ベルリン・シェーネフェルト空港                                                 | ドイツ、ベルリン                                                             |
| SXL        | EISG       | スライゴ空港                                                                   | アイルランド、ストランドヒル（スライゴ郊外）                                 |
| SXM        | TNCM       | プリンセス・ジュリアナ国際空港                                                 | シント・マールテン島、フィリップスブルフ                                     |
| SXP        |            | シェルドンポイント空港                                                         | アメリカ合衆国、アラスカ州ヌナムイクア                                       |
| SXQ        | PASX       | ソルドトナ空港                                                                 | アメリカ合衆国、アラスカ州ソルドトナ                                         |
| SXR        | VISR       | シュリーナガル空港                                                             | インド、シュリーナガル                                                       |
| SXV        | VOSM       | セーラム空港                                                                   | インド、セーラム                                                             |
| SXY        |            | シドニー町営空港                                                               | アメリカ合衆国、ニューヨーク州シドニー（en:Sidney, New York）                |
| SXZ        | LTCL       | スィイルト空港                                                                 | トルコ、スィイルト                                                           |
| -SY-       |            |                                                                                |                                                                              |
| SYA        | PASY       | アーレクソン空軍基地                                                           | アメリカ合衆国、アラスカ州シェミア島                                         |
| SYD        | YSSY       | シドニー国際空港                                                               | オーストラリア、ニューサウスウェールズ州マスコット（シドニー郊外）           |
| SYF        |            | シルバーベイ水上基地                                                           | カナダ、ブリティッシュコロンビア州ガブリオラ島                               |
| SYI        | KSYI       | シェルビービル市営空港（ボマー・フィールド）                                   | アメリカ合衆国、テネシー州シェルビービル                                     |
| SYL        | KSYL       | ロバーツ陸軍ヘリポート                                                         | アメリカ合衆国、カリフォルニア州キャンプ・ロバーツ                           |
| SYN        | KSYN       | スタントン飛行場                                                               | アメリカ合衆国、ミネソタ州スタントン                                         |
| SYO        | RJSY       | 庄内空港                                                                       | 日本、山形県                                                                 |
| SYP        | MPSA       | ルベン・カントゥ空港                                                           | パナマ、サンティアゴ・デ・ベラグアス                                         |
| SYQ        | MRPV       | トビアス・ボラーニョス国際空港                                                 | コスタリカ、サンホセ                                                         |
| SYR        | KSYR       | シラキュース・ハンコック国際空港                                               | アメリカ合衆国、ニューヨーク州マティデール（シラキュース郊外）               |
| SYV        | KSYV       | シルベスター空港                                                               | アメリカ合衆国、ジョージア州シルベスター                                     |
| SYX        | ZJSY       | 三亜鳳凰国際空港                                                               | 中華人民共和国、海南省三亜市                                                 |
| SYY        | EGPO       | ストーノーウェイ空港                                                           | イギリス、ストーノーウェイ                                                   |
| SYZ        | OISS       | シーラーズ国際空港                                                             | イラン、シーラーズ                                                           |
| -SZ-       |            |                                                                                |                                                                              |
| SZB        | WMSA       | スルタン・アブドゥル・アジズ・シャー空港                                       | マレーシア、スバン（クアラルンプール郊外）                                   |
| SZD        | EGSY       | シェフィールド・シティ空港およびヘリポート                                     | イギリス、シェフィールド                                                     |
| SZF        | LTFH       | サムスン＝チャルシャンバ空港                                                   | トルコ、サムスン                                                             |
| SZG        | LOWS       | ザルツブルク空港                                                               | オーストリア、ザルツブルク                                                   |
| SZI        |            | ザイサン空港                                                                   | カザフスタン、ザイサン                                                       |
| SZL        | KSZL       | ホワイトマン空軍基地                                                           | アメリカ合衆国、ミズーリ州ノブノスター                                       |
| SZN        | KSZN       | サンタクルス・アイランド空港                                                   | アメリカ合衆国、カリフォルニア州サンタバーバラ                               |
| SZP        | KSZP       | サンタポーラ空港                                                               | アメリカ合衆国、カリフォルニア州サンタポーラ                                 |
| SZQ        |            | サエンス・ペーニャ空港                                                         | アルゼンチン、サエンス・ペーニャ                                             |
| SZR        | LBSZ       | スタラ・ザゴラ空港                                                             | ブルガリア、スタラ・ザゴラ                                                   |
| SZS        | NZRC       | ライアンズクリーク空港                                                         | ニュージーランド、スチュアート島                                             |
| SZT        | MMSC       | サン・クリストバル・デ・ラス・カサス国営空港                                   | メキシコ、サン・クリストバル・デ・ラス・カサス                               |
| SZV        | ZSSZ       | 蘇州光福空港                                                                   | 中華人民共和国、江蘇省蘇州市（上海市郊外）                                   |
| SZW        | EDOP       | パルヒム国際空港                                                               | ドイツ、パルヒム                                                             |
| SZX        | ZGSZ       | 深圳宝安国際空港                                                               | 中華人民共和国、広東省深圳市                                                 |
| SZY        | EPSY       | シュチトノ＝スナティオナルト空港                                               | ポーランド、シュマニ（シュチトノ郊外）                                       |
| SZZ        | EPSC       | シュチェチン＝ゴレニュフ「連帯」空港                                           | ポーランド、ゴレニュフ（シュチェチン郊外）                                   |